# 첸전구

첸전 구의 위치

첸전구(한국어: 전진구, 중국어: 前鎮區, 병음: Qiánzhèn Qū)는 중화민국 가오슝시의 시할구이다. 넓이는 19.1207km2이고, 인구는 2015년 8월 기준으로 193,009명이다.

## 지리
가오슝 시의 남서부에 위치하고 북쪽으로 링야 구, 동쪽으로 펑산 구, 서쪽으로 치진 구, 남쪽으로 샤오강 구와 접한다.

## 역사
첸전의 유래에는 두 가지 설이 있다. 하나는 정성공이 대만을 통치하고 있었던 시기에 서양인의 잇따른 침공에 대비할 수 있도록 초아(草衙)에 방어 거점을 만들어 초아의 앞에 놓여진 진영수(鎮営守)라는 의미로 전진으로 불리게 되었다는 것이고 또 하나는 청대에 비적의 피해가 잇따라 부현이 파병을 해 이곳에서 진압한 것에서 전진으로 불리게 되었다는 설이다.
첸진 구는 첸진, 차오야(草衙), 스자(獅甲, 옛 이름은 시스자), 리쯔네이(籬仔内), 강산쯔(岡山仔)의 5 지구로 나눌 수 있다. 청대에는 펑산 현에 속하고 있었지만 1920년의 지방 행정 개혁에 의해 첸진, 시스자는 다카오 주 다카오 군 다카오 가에 속하게 되었고 리쯔네이, 강산쯔는 호잔 군 호잔 가에, 차오야는 펑산 군 고미나토 장의 행정 관할이 되었다. 1924년에 다카오 시에 편입되었을 때에 첸진 및 시스자는 다카오 시에 우선 편입되었다. 차오야, 리쯔네이, 강산쯔는 1940년에 다카오 시에 편입 되었다. 2차 대전 후에 이러한 5 지구가 합병해 첸진 구가 성립해 현재에 이르고 있다.

## 교통
- 가오슝 첩운 홍선
- 국도 1호선